# Mixiomycetes
Mixiomycetes é uma classe de fungos no subfilo Pucciniomycotina de Basidiomycota. Contém uma única ordem, Mixiales, que por sua vez contém uma única família, Mixiaceae a qual circunscreve o género monotípico Mixia. Até à data apenas foi descrita uma espécie, Mixia osmundae.